# Gallodactylidae
Gallodactylidae (лат.) — семейство птерозавров из подотряда птеродактилей, живших в меловом периоде на территории современного Китая. Gallodactylidae отличались от других птерозавров несколькими чертами, в том числе наличием скруглённых гребней, расположенных на затылочной части черепа и челюстях (но не на их кончиках), а также наличием менее 50 зубов, расположенных только на дальней части клюва.

## Классификация
Название придумано для того, чтобы объединить в одно семейство галлодактиля (чьё название, возможно, является синонимом Cycnorhamphus) и его ближайших родичей. Последующие исследования, однако, показали, что галлодактиль не образовал кладу с какими бы то ни было птерозаврами, которые сами не являлись бы частью какого-либо семейства, и поэтому его название часто игнорировалось.
В 2006 году Люй и его коллеги дали название Boreopteridae для клады, содержащей общего предка Boreopterus и Feilongus, а также всех их потомков, которых авторы переклассифицировали в орнитохейрид. Все известные бореоптриды найдены в формации Исянь, которая раньше представляла собой озёрную систему, что указывает на пресноводную среду обитания. Считается, что эти птерозавры вылавливали из воды добычу, удерживая её при помощи игольчатых зубов. Данный способ охоты аналогичен тому, который используют гангские дельфины, имеющие похожий зубной аппарат. Впоследствии было описано множество бореоптерид; одним из возможных представителей семейства был Aetodactylus, очень похожий на Boreopterus. Изначально причисленные к орнитохейридам, многие из предполагаемых бореоптерид оказались родственниками совершенно иной ветви птерозавров. Boreopterus и Feilongus, найденные Андресом и его коллегами в 2013 году, тесно связаны с Cycnorhamphus, что делает из членами семейства Gallodactylidae, как и считалось раньше, когда был найден Feilongus. Последующий анализ прочих предполагаемых бореоптерид обнаружил, что сам по себе Boreopterus, и, следовательно, семейство Boreopteridae, на самом деле были представителями клады орнитохейрид. Однако Feilongus был фактически представителем ктенохазматид, а значит, тесно связан с Gnathosaurus.
Приведённая ниже кладограмма основана на анализе, проведённом Андресом, Кларком и Сюй Сином в 2014 году. 

| Gallodactylidae | \| \| Cycnorhamphus suevicus \| \| \| \| \| \| Gallodactylus canjuersensis \| \| \| \| |
|                 | \| \| Cycnorhamphus suevicus \| \| \| \| \| \| Gallodactylus canjuersensis \| \| \| \| |
|                 | Ctenochasmatidae                                                                       |
|                 |                                                                                        |
|                 | Cycnorhamphus suevicus                                                                 |
|                 |                                                                                        |
|                 | Gallodactylus canjuersensis                                                            |
|                 |                                                                                        |

|  | Cycnorhamphus suevicus      |
|  |                             |
|  | Gallodactylus canjuersensis |
|  |                             |

Кладограмма, основанная на исследованиях 2013 года, сделанных Андресом и Майерсом.
|  | Boreopterus cuiae |
|  |                   |
|  | Feilongus youngi  |
|  |                   |

|  | Cycnorhamphus suevicus      |
|  |                             |
|  | Gallodactylus canjuersensis |
|  |                             |

|  | Boreopterus cuiae |
|  |                   |
|  | Feilongus youngi  |
|  |                   |

|  | Cycnorhamphus suevicus      |
|  |                             |
|  | Gallodactylus canjuersensis |
|  |                             |

|  | Boreopterus cuiae |
|  |                   |
|  | Feilongus youngi  |
|  |                   |

|  | Cycnorhamphus suevicus      |
|  |                             |
|  | Gallodactylus canjuersensis |
|  |                             |

|  | Boreopterus cuiae |
|  |                   |
|  | Feilongus youngi  |
|  |                   |

|  | Cycnorhamphus suevicus      |
|  |                             |
|  | Gallodactylus canjuersensis |
|  |                             |

## Разнообразие
- Feilongus
- Gladocephaloideus jingangshanensis — вид, живший в раннем меловом периоде около 121 млн лет назад на территории Китая. Назван и описан в 2011 году. Находка была сделана в провинции Ляонин в формации Исянь[6].